# ほんだら剣法
『ほんだら剣法』（ほんだらけんぽう）は、大映が1965年に製作した映画である。

## 概要
カラー、ワイド。主題歌は『ほんだら剣法』。犬塚弘主演の『ほんだらシリーズ』第1作。
原作は野村胡堂。エノケン主演の『磯川兵助功名噺』のリメイクでもある。
ポスターのキャッチコピーは『無責任よさようなら、出世したけりゃゴマするな!マジメで行こうほんだら侍!』である。

## ストーリー
仙台伊達藩に磯川兵助という馬鹿正直な若侍がいた。彼は2メートルにおよぶ刀を振回すほんだら剣法の使い手だった。ある日、兵助は首吊り自殺寸前の娘を思いとどまらせた。兵助はその娘・お袖を助けることにしたが、実は兵助には津絵という相手がいた。黒崎栄太郎は兵助と津絵の関係を知っており、兵助闇討ちを計ったのだが…。

## スタッフ
- 監督：森一生
- 企画：川崎治直
- 脚色：笠原良三
- 原作：野村胡堂
- 音楽：大森盛太郎
- 撮影：今井ひろし

## キャスト
- 磯川兵助：犬塚弘
- 泉修理：ハナ肇
- 黒崎栄太郎：石橋エータロー
- 千里平：桜井センリ
- 安田新左衛門：安田伸
- 伊達陸奥守：藤田まこと
- 水野越前守：本郷功次郎
- 小畑伊十郎：杉田康
- 黒崎内膳：水原浩一
- 泉津絵：坪内ミキ子
- お六：藤村志保
- お清：明星雅子
- お袖：紺野ユカ
- ふみ：有田双美
- 吉五郎：遠藤辰雄
- 石川大和：荒木忍
- 土橋：越川一
- 栗橋：木村玄
- 天童内記：玉置一恵
- 若侍：勝村淳
- お縫：三木本賀代
- お辰：近江輝子

## 主題歌
- 『ほんだら剣法』
  - 作詞:青島幸男
  - 作曲:萩原哲晶
  - 唄:犬塚弘